# Françoise de Montmorency-Fosseux
Françoise de Montmorency-Fosseux (1566 – 6. prosince 1641, Broc), nazývaná také „La Belle Fosseuse“ nebo „La Fosseuse“, byla milenkou navarrského krále Jindřicha III. (budoucího francouzského krále Jindřicha IV.) v letech 1579 až 1581.

## Život
Françoise de Montmorency-Fosseux byla nejmladší z pěti dcer narozených Pierru de Montmorency-Fossuex. Ve čtrnácti letech se stala dvorní dámou královny Margot de Valois. Plachá a červenající se dívka upoutala pozornost Jindřicha III. Navarrského. Říkal jí „má dcero“ a kupoval ji koláče, pečivo a oblíbené sladkosti. Během cesty do Montaubanu nakonec podlehla jeho svodům. Záhy však začala být vůči královně Margot arogantní a pokračovala ve vztahu s krále s ambiciózní nadějí na svatbu. Nakonec s králem otěhotněla a to jí živilo naději, že porodí-li dítě krále, tak se bude moci považovat téměř za královnu. Z opatrnosti před pomluvami však ona i Jindřich mezi 7. až 25. červnem 1581 raději pobývali v Eaux-Chaudes než u královského dvora v Néracu. Margot s nimi cestovala až do Bagnères-de-Bigorre. Královna Margot však nechala vykázat svou rivalku ode dvora, což ale La Fosseuse s křikem odmítala uznat. Françoise nakonec porodila dceru, ale dítě se narodilo mrtvé. Královna Margot se postarala, aby porod proběhl co nejdiskrétněji a sama se ujala pozice porodní asistentky k ruce porodníkovi. Doktor následně informoval Jindřicha. Margot pak byla pozvána svou matkou Kateřinou Medicejskou do Paříže, a to včetně celého jejího dvora, tedy včetně Françoise. Kateřina poradila své dceři, aby poslala Françoise k jejím rodičům. V roce 1582 pak Margot opět vypověděla La Fosseuse ode dvora. Jindřich to sice bral jako osobní urážku, ale neudělal nic, čím by se bránil nebo čím by se postavil za svou milenku. V té době už totiž podléhal svodům "krásné Corisande", Diane d´Andoins.  11. března 1596 se Françoise de Montmorency-Fosseux provdala za Françoise de Broc, barona de Cinq-Mars. Po své smrti v roce 1614 byla pohřbena v kostele v Brocu.